# Alexis Kohler
Pour les articles homonymes, voir Kohler.
Alexis Kohler, né le 16 novembre 1972 à Strasbourg (Bas-Rhin), est un haut fonctionnaire français, secrétaire général de la présidence de la République française de mai 2017 à juin 2025.
Directeur de cabinet de Pierre Moscovici puis d'Emmanuel Macron au ministère de l'Économie et des Finances sous la présidence de François Hollande, il a été secrétaire général de l'Élysée durant 8 ans, sous la présidence d'Emmanuel Macron.
En 2022, il est mis en examen pour prise illégale d'intérêts, trafic d'influence et corruption passive pour ses conflits d'intérêts avec l'entreprise Mediterranean Shipping Company (MSC),.

## Biographie

### Origines familiales
Alexis Kohler est issu d'une famille juive française. Son père, Charles Kohler (1927-2019), natif de Colmar, devient après ses études fonctionnaire au Conseil de l'Europe, puis haut fonctionnaire dans cette même institution jusqu'en 1992,. Il meurt en mai 2019 à Strasbourg. Sa mère, Sola Hakim (1932-2021), née à Haïfa, est issue d'une famille de juifs sabras de Palestine mandataire. Après la création de l'État d'Israël en 1948, Sola Hakim vient faire ses études en Europe, y rencontre Charles Kohler et l'épouse le 19 mai 1953 à Genève (Suisse). Elle devient avocate en 1959 au barreau de Strasbourg,,.
Victor et Rafael Hakim, respectivement père et grand-père de Sola, sont nés à Akko (Saint-Jean-d'Acre). Victor Hakim a pour sœur Régine Diamant, qui est la mère de Rafaela, mariée avec Gianluigi Aponte (fondateur en 1970 et propriétaire de Mediterranean Shipping Company). Sola Kohler et Rafaela Aponte sont donc cousines germaines.
Alexis Kohler a un frère, Daniel Kohler, né le 25 novembre 1968 à Strasbourg, pilote et ingénieur aéronautique.

### Formation
Alexis Kohler est diplômé de l'Institut d'études politiques de Paris (promotion 1993, section Service public) et de l'ESSEC Business School (promotion 1995, programme Grande École).
Il est élève de l'ENA (promotion Averroès (1998-2000), comme Fleur Pellerin, Audrey Azoulay, Julien Bargeton ou Nicolas Kazadi).
À la sortie de l'ENA, il intègre le corps des administrateurs civils pour occuper un poste à la direction générale du Trésor du ministère des Finances, « ce qui le classe, dans la hiérarchie, juste après les grands corps ».
À Sciences Po, il milite au club Opinions, de tendance rocardienne, où il côtoie Édouard Philippe,.

### Vie privée
Le 22 novembre 2003, Alexis Kohler épouse Sylvie Schirm, également originaire d'Alsace. Elle est autrice, a travaillé pour France Culture et pour Hermès aux États-Unis. Actuellement, elle codirige une entreprise de coaching professionnel. Elle a formé certains députés LREM à l'expression en public. Le couple a trois enfants : Pauline, Victoire et Cyprien.

### Carrière

#### Premiers postes de haut fonctionnaire
Alexis Kohler commence son parcours comme administrateur civil à la direction générale du Trésor, à Bercy. Il est ensuite détaché dans divers organismes, notamment au Fonds monétaire international, puis à l'Agence des participations de l'État dont il est sous-directeur de 2010 à 2012 — il succède à Rémy Rioux comme responsable de la direction des transports et de l'audiovisuel,. À ce dernier poste, Martine Orange indique dans Mediapart qu'« il s'est pendant longtemps occupé des secteurs de l'aéronautique et de la défense avant de se tourner vers le secteur des transports à partir de 2010. À ce titre, il siège comme représentant de l'État aux conseils de Renault, de la RATP, d'Aéroports de Paris, du Grand port maritime du Havre. Mais il est aussi nommé au conseil de STX France, dans lequel l'État est actionnaire à hauteur de 33,4 % ».
En 2009, il refuse la proposition que lui fait Emmanuel Moulin de lui succéder comme directeur de cabinet adjoint de la ministre Christine Lagarde ; il déclinera également une proposition de François Fillon : L'Express indique qu'« il se sent de gauche ».

#### Au ministère de l'Économie sous la présidence de François Hollande
Lors de la campagne présidentielle de 2012, Alexis Kohler rédige une note pour François Hollande sur la future Bpifrance.
À la suite de l'élection de François Hollande, il devient directeur adjoint du cabinet de Pierre Moscovici, ministre de l'Économie et des Finances. Il est recruté à ce poste par Rémy Rioux, directeur de cabinet.
C'est alors qu'il occupe cette fonction que Christian Eckert est l'auteur de l'amendement qui instaure la taxe sur les dividendes, qui est maintenue en dépit de doutes sur sa légalité dès 2015. Le dispositif est retoqué par la Cour de justice de l'Union européenne (CJUE) puis totalement invalidé début octobre par le Conseil constitutionnel. En octobre 2017, alors qu'il apparaît que ce qui est désigné comme un « fiasco fiscal » coûtera près de 10 milliards d'euros au contribuable français et risque de faire déraper le déficit public, le second gouvernement Édouard Philippe fustige l'amateurisme des responsables politiques qui ont mis cette taxe en place visant en particulier Michel Sapin, ainsi que Christian Eckert,. Répondant aux critiques du gouvernement, Christian Eckert nie tout amateurisme juridique et pointe du doigt les responsabilités partagées avec Emmanuel Macron, alors secrétaire adjoint de l'Élysée chargé des questions budgétaires, fiscales et économiques, et d'Alexis Kohler, alors directeur adjoint du ministre de l'Économie chargé de la fiscalité des entreprises.
Alors qu'Arnaud Montebourg a empêché sa nomination à la tête de l'Agence des participations de l'État (APE), et que Laurence Boone lui est préférée pour remplacer Emmanuel Macron comme secrétaire général adjoint de la présidence de la République, il devient le directeur de cabinet de ce dernier à Bercy en août 2014,. S'il connaît Emmanuel Macron depuis 2012, ce dernier cherche d'abord à s'attacher les services de François Villeroy de Galhau pour ce poste.
Il supervise plusieurs dossiers notamment la vente d'Alstom Power à General Electric et celle d'Alcatel-Lucent à Nokia,.

#### Directeur financier de MSC et campagne d'Emmanuel Macron
Lorsque Emmanuel Macron démissionne du ministre de l'Économie dans le second gouvernement Manuel Valls en août 2016 pour fonder En marche, Alexis Kohler est engagé en tant que directeur financier de la compagnie Mediterranean Shipping Company (MSC), à l'époque le numéro 2 mondial du fret maritime.
Il avait déjà demandé à rejoindre MSC après le départ de Pierre Moscovici du ministère de l'Économie en avril 2014, mais s'était vu opposer un avis défavorable de la commission de déontologie de la fonction publique. Celle-ci arguait alors qu'Alexis Kohler était intervenu en 2010 auprès de STX France en donnant son avis sur un contrat conclu avec MSC, alors qu'il travaillait pour l'agence des participations de l'État (APE), un service à compétence nationale,. Libération indique que Pierre Moscovici avait été « averti de ses liens familiaux » et avait « [pris] soin de l'écarter de tout dossier relatif à MSC », mais que la commission de déontologie n'en avait pas été informée. L'Express indique qu'après ce refus, comme directeur de cabinet d'Emmanuel Macron, « Kohler décide de ne pas traiter des sujets concernant STX, puisqu'il a été en pourparlers avec MSC et qu'il ne perd pas de vue une future embauche ».
En août 2016, la commission de déontologie rend cette fois un avis favorable à sa nouvelle demande, Emmanuel Macron se portant garant qu'Alexis Kohler n'avait jamais traité du dossier MSC lorsqu'il était son directeur de cabinet et directeur de cabinet adjoint de Pierre Moscovici. Selon Libération, la commission de déontologie donne cette fois son autorisation car « ses liens avec MSC noués aux temps de l'APE remont[ent] désormais à plus de trois ans ». Selon les informations de Martine Orange pour Mediapart, la commission de déontologie « n'a posé qu'un nombre très restreint d'interdictions : elle aurait limité les interdictions de contact d'Alexis Kohler aux seuls anciens membres du cabinet d'Emmanuel Macron et encore sur les sujets concernant STX ».
À la demande de son employeur, il s'installe à Grenoble, puis à Genève, mais continue de travailler à distance pour Emmanuel Macron, « par mails et boucles WhatsApp ». Quand débute la campagne présidentielle de 2017, il est une personnalité centrale au quartier général d'En marche,. Mediapart indique qu'il « n'a eu qu'un CDD d'un mois avec En marche ! pendant toute la présidentielle ». De nombreux observateurs affirment qu'il exerce alors un emploi fictif chez MSC,.
Fin mars 2017, Alexis Kohler participe à une réunion à Bercy, en tant que représentant de MSC, au sujet du rachat de STX France, MSC étant opposé à une reprise par le groupe public italien Fincantieri. Martine Orange s'étonne de l'absence d'application du devoir de réserve, d'autant plus en tant que proche d'Emmanuel Macron, qui figure alors parmi les favoris de l'élection présidentielle : « En se présentant devant ses anciens collègues et amis, Alexis Kohler ne peut pas ignorer que sa voix a plus de poids que celle d'un simple représentant d'un transporteur maritime ».
Libération et la commission d'enquête de l'Assemblée Nationale soulignent de leur côté que « la Commission de déontologie avait pourtant assorti son feu vert d'une « réserve », usuelle pour les anciens membres de cabinets ministériels : interdiction pendant trois ans de rencontrer leurs ex-collègues à titre professionnel. Or, dans celui de Christophe Sirugue [alors ministre] figurent deux anciens du cabinet Macron, le même directeur adjoint ayant été reconduit. Bercy dit avoir alors sondé la Commission de déontologie, laquelle rétorque que le respect de ses « réserves » relève de Bercy… ».

#### Secrétaire général de l'Élysée

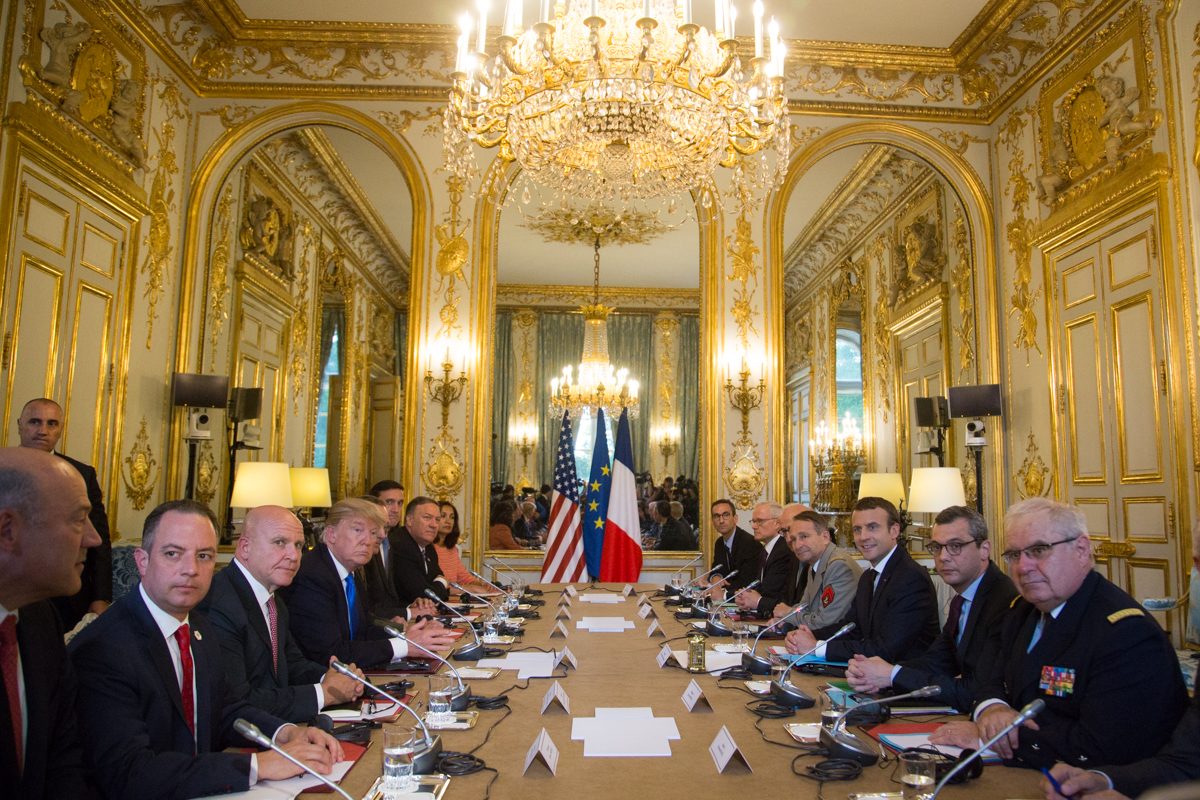
Alexis Kohler, à la gauche d'Emmanuel Macron, lors d'une rencontre avec Donald Trump le 13 juillet 2017.

##### Première présidence d'Emmanuel Macron
Alexis Kohler est nommé secrétaire général de l'Élysée le 14 mai 2017,,,,. Il est proche d'Édouard Philippe, qu'Emmanuel Macron connaît peu lorsqu'il le nomme Premier ministre.
Le Monde indique en août 2017 que « le président de la République, son secrétaire général et son conseiller spécial (Ismaël Emelien) concentrent tous les pouvoirs. À trois, ils dirigent la France. » À la fin du quinquennat, L'Opinion indique qu'Alexis Kohler est la seule personne en qui Emmanuel Macron aurait confiance et qu'il « [incarne] la présidence et le Président » et « en symbolise les dysfonctionnements, inexistence du parti et infantilisation des ministres », mais aussi qu'il « rassure le Président et corrige ses défauts » ; « Emmanuel Macron est un saltimbanque, qui court d'une idée à l'autre, toujours en quête de radicalité intellectuelle ; Alexis Kohler occupe le registre du géomètre, celui qui sait qu'on ne peut pas transformer un rectangle en cercle ».
Au début de la première présidence d'Emmanuel Macron, il supervise les nominations des directeurs d'administration centrale les plus cruciales ; d'après Libération, « Alexis Kohler a la main haute et forte sur les nominations à Bercy. »
Il est auditionné le 26 juillet 2018 par la commission des lois du Sénat dans le cadre de la mission d'information relative aux affaires Benalla.
Au moment de rendre son rapport, la commission d'enquête du Sénat met en cause le témoignage devant sa commission d'Alexis Kohler, de Patrick Strzoda (directeur de cabinet d'Emmanuel Macron) et du général Lionel Lavergne, soupçonnés d'« omissions, incohérences » et « contradictions », et demande au Bureau du Sénat de « saisir le ministère public » qui pourra « procéder aux investigations qu'il jugera opportunes afin de déterminer s'il y a lieu de donner des suites judiciaires à ces déclarations »,.
Emmanuel Macron lui confie la mission de mettre en œuvre une « réorganisation d'ampleur » des services de l'Élysée, à partir de la rentrée 2018.
Fin 2018, il est critiqué par une partie des parlementaires de La République en marche pour avoir été de ceux qui ne voulaient pas céder face au mouvement des Gilets jaunes et pour avoir incarné la technocratie, rejetée par ce même mouvement. Il est défavorable au renoncement à la hausse de la taxe carbone ainsi qu'à la tenue du grand débat national.
Ses contacts sont particulièrement nourris avec le ministère de l'Économie : L'Opinion indique qu'il « surveille de près la politique industrielle, reçoit les grands patrons (ce que le Président fait très peu) ».
En 2019, il supervise le projet de privatisation d'Aéroports de Paris (ADP).
Il soutient Édouard Philippe dans sa volonté d'instituer un âge pivot dans le projet de réforme des retraites en France en 2020, puis il milite pour une reprise partielle de la réforme avec le passage de l'âge de la retraite à 64 ans,. Dans le contexte de la pandémie de Covid-19, il milite pour le maintien du premier tour des élections municipales de 2020, finalement décidé par Emmanuel Macron.
À la fin de la première présidence d'Emmanuel Macron, il est particulièrement influent sur la réforme de l'assurance chômage et France 2030, plan d'investissement massif en faveur de la réindustrialisation qui préfigure le programme de campagne d'Emmanuel Macron. Il est la personnalité la plus influente dans la mise en place de la campagne présidentielle, et recueille les demandes d'investitures pour les élections législatives. Il défend jusqu'au bout le choix d'Élisabeth Borne comme Première ministre.

##### Seconde présidence d'Emmanuel Macron
Le 17 mai 2022, il est reconduit comme secrétaire général de l'Élysée par Emmanuel Macron. En mars 2025, Alexis Kohler annonce quitter ses fonctions au sein de la présidence de la République en juin 2025 pour rejoindre la Société générale,.

## Affaires politico-financières

### Affaire MSC-Alexis Kohler
Les relations entre Mediterranean Shipping Company (MSC) et Alexis Kohler sont à l'origine d'une affaire politico-financière déclenchée par les plaintes déposées par l'association Anticor en juin et août 2018 et par la publication par Mediapart en juin 2020 d'une note d'Emmanuel Macron adressée au parquet national financier (PNF) pour disculper Alexis Kohler, au lendemain d'un rapport de police l'accablant en juin 2020,,.
Après sa nomination comme secrétaire général de la présidence de la République française, il annonce qu'il se déportera pour toutes les questions qui pourraient concerner MSC ; Martine Orange indique que « pourtant, selon [ses] informations, il semble que le secrétaire général de l'Élysée, même s'il est resté en coulisses, ait gardé un œil très vigilant sur le dossier ». Alexis Kohler assure qu'il « ne traite plus du sujet : c'est Anne de Bayser, secrétaire générale adjointe, qui s'en charge ». Martine Orange relève notamment que la position de MSC sur le dossier STX, défendue à Bercy par Alexis Kohler en mars 2017, est celle du nouveau gouvernement.
En mai 2018, Martine Orange révèle dans Mediapart le lien de parenté d'Alexis Kohler avec Rafaela Aponte (cousine germaine de sa mère), cofondatrice avec son mari Gianluigi Aponte de MSC, et met en cause « un conflit d'intérêts majeur » compte tenu des responsabilités qu'il a exercées jusqu'alors sans que ce lien soit connu ni signalé selon elle. À l'appui des procès-verbaux du conseil de surveillance du Grand port maritime du Havre (GPMH), Martine Orange et Laurent Mauduit assurent notamment que « lorsqu'il siégeait comme administrateur au conseil de surveillance du port du Havre, Alexis Kohler n'a jamais informé les autres membres du conseil de ses liens familiaux avec MSC » et « ne s'est jamais déporté quand MSC était concerné », contrairement à ce qu'affirme alors le palais de l'Élysée. Selon Le Temps, il « connaît et fréquente la famille depuis qu'il est enfant. » En outre, Le Temps écrit que sa femme et ses enfants sont partis neuf fois en vacances avec la fille et la femme du propriétaire de MSC Gianluigi Aponte durant la période où il représente l'État français.
Par le biais de ses avocats Jean-Baptiste Soufron et Patrick Rizzo, l'association de lutte anticorruption Anticor, dépose plainte contre Alexis Kohler le 1er juin 2018 pour « prise illégale d'intérêts », « trafic d'influence » et « corruption passive » pour sa présence passée au conseil d'administration de STX France, dont MSC est le client principal, sans faire état de ses liens familiaux avec l'armateur,, ainsi que pour la rencontre de mars 2017. Le PNF indique avoir ouvert une enquête avant même cette plainte ; le palais de l'Élysée annonce qu'il rejette « des soupçons totalement infondés ».
Une nouvelle plainte est déposée par Anticor le 8 août 2018, pour « prise illégale d'intérêts » : celle-ci se fonde sur des votes d'Alexis Kohler pour des contrats en faveur d'une filiale française de MSC concernant l'exploitation d'un terminal conteneur du GPMH, alors qu'il siégeait en 2010-2012 au conseil de surveillance de cet établissement public à caractère industriel et commercial, en tant que représentant de l'Agence des participations de l'État (APE), aux côtés du maire du Havre, l'ancien Premier ministre Édouard Philippe. En mars 2019, Anticor dépose une troisième plainte pour « faux et usage de faux » et « omission substantielle de ses intérêts »,. L'enquête pour prise illégale d'intérêts est classée sans suite en août 2019.
Le 4 décembre 2019, l'association Anticor décide de se porter partie civile.
Le 23 juin 2020, Mediapart révèle qu'Emmanuel Macron avait écrit au PNF à l'été 2019 pour disculper Alexis Kohler, au lendemain d'un rapport de police l'accablant, passant ainsi outre la séparation des pouvoirs. À la suite de cette lettre, un second rapport d'enquête avait été écrit, aboutissant à des conclusions inverses. Un mois plus tard, l'enquête avait été classée sans suite,.
Le 23 juin 2020, à la suite de la plainte avec constitution de partie civile d'Anticor, des juges d'instruction ouvrent une information judiciaire pour « prise illégale d'intérêts », « trafic d'influence » et « défaut de déclaration à la Haute Autorité pour la transparence de la vie publique ».
En novembre 2021, cette affaire constitue le sujet principal du premier numéro d'Off-investigation, qui indique que les juges « lui reprochent d'avoir « participé » de 2009 à 2012, comme administrateur, à cinq délibérations des instances de STX France (aujourd'hui Chantiers de l'Atlantique) et trois du Grand port maritime du Havre (GPMH), liés à MSC ».
Le 23 septembre 2022, Alexis Kohler est mis en examen pour « prise illégale d'intérêts » et placé sous le statut de témoin assisté pour « trafic d'influence »,. En novembre 2024, la cour d'appel de Paris confirme les poursuites le visant pour prise illégale d’intérêts dans l’enquête concernant ses liens familiaux avec l’armateur MSC. Elle écarte la prescription soulevée par les avocats de la défense.

### Enquête du Parquet national financier
En 2021, après une offre publique d’achat (OPA) de Veolia sur Suez, plusieurs syndicats du groupe Suez déposent plainte, dénonçant « l’intervention à différents niveaux de nombreux acteurs proches du pouvoir », dont Alexis Kohler, pour acter la fusion des deux entreprises. Ceux-ci lui reprochent notamment une « intervention directe en octobre 2020 auprès de représentants syndicaux » pour obtenir lors du conseil d’administration d’Engie que Veolia rachète les parts (29,9 %) détenues par Suez
Alexis Kohler est par la suite visé par une enquête du Parquet national financier pour des soupçons de « trafic d’influence » autour de cette fusion Veolia-Suez,.

### Enquête parlementaire concernant le déficit budgétaire
Début février 2025, il refuse de se rendre devant une commission d’enquête parlementaire concernant le non respect du déficit budgétaire sous la présidence d'Emmanuel Macron. Il invoque des problèmes d’agenda, puis « le principe de séparation des pouvoirs ». Finalement, la commission donne le 19 février son accord pour engager une procédure pénale contre lui s’il refusait à nouveau d’être auditionné.
Le 19 février 2025, la commission des finances de l’Assemblée nationale permet l'envoi de la procédure pénale contre Alexis Kohler s'il refuse à nouveau d'être auditionné à l’Assemblée sur le dérapage des finances publiques.
Le 4 mars 2025, à la suite d'un nouveau refus de la part d'Alexis Kohler de se faire auditionner par une commission d'enquête de l'Assemblée nationale, Éric Coquerel, le président de cette commission saisit le procureur de la république pour demander des poursuites.

### Enquête parlementaire sur la fraude aux eaux minérales
Alexis Kohler doit aussi être entendu par une commission d’enquête sénatoriale chargée de faire lumière sur l’affaire de la fraude aux eaux minérales, concernant l'emploi par le groupe Nestlé de traitements interdits d'eaux contaminées pour les marques Perrier, Hépar, Contrex et Vittel, et sur l'autorisation donnée par l'Élysée de recourir à un procédé d'ultrafiltration non conforme malgré l'avis contraire de la Direction générale de la Santé.
En 2025, il refuse de se présenter devant la commission d’enquête sénatoriale.

## Décorations
- Officier de la Légion d'honneur (2025)[80],[81]
- Commandeur de l'ordre du Mérite de la République italienne‎ (2021)[82]

### Émission de radio
- Fabrice Drouelle, « Alexis Kohler, l'ombre du Président Macron », Affaires sensibles, sur radiofrance.fr, France Inter, 5 décembre 2022 (consulté le 6 décembre 2022).